# Семантички веб
Семантички веб (енг. Semantic Web) је пројекат израде универзалног медијума за размену информација стављањем докумената са значењем које рачунар може да процесира на WWW. Тренутно под руководством Тима Бернерс-Лија из World Wide Web конзорцијума, семантички веб проширује стандардни веб употребом стандарда, језика за означавање и сродних алата за обраду.

## Информационе потребе и семантички веб
Коришћење електронских извора зависи од добрих могућности претраживања, а концепт семантичког веба је настао у трагању за ефикаснијим решењима за проналажење информација. Нове генерације корисника приступају интернету као извору информација ради претраживања и њихове селекције. С обзиром да већ више од десет година постоји World Wide Web (WWW), уз помоћ машина за претраживање огроман број расположивих (мета) информација омогућава добијање података који у неком степену могу задовољити информациону потребу. Истовремено је све више истраживачких напора на самом вебу са циљем да се повећа ефикасност претраживања до добијања релевантних информација. Наравно да би било веома корисно када би рачунар тачно знао коју врсту информација тражимо и као такву нам је достави. Такође, дешава се да резултате које добијемо, у већини случајева су потпуно ирелевантни исписи (тзв. Hits), тако да корисник неког информационог система или базе, принуђен је да користи (при)ручне акције филтрирања да би дошао до прецизнијих резултата.
Тим Бернерс-Ли, професор на Massachusetts Institute of Technology (MIT), термин семантички веб је створио заједно са својим колегама који раде на еволуирању веба, на његовој семантици где документа неће бити само лоцирана и трансферована уз помоћ рачунара већ ће бити и семантички схваћена. Као један од најновијих резултата таквих напора W3C конзорцијума, семантички веб представља скуп организованих технолошких стандарда, производа, информација повезаних на такав начин да оне могу бити лако обрађене, семантички филтриране кроз процес обраде на глобалном нивоу.

## Дефиниције
Семантички веб је апстрактно представљање података на World Wide Web-у, заснован на RDF и другим стандардима. Концепт је развио W3C у сарадњи са великим бројем истраживача.
'Семантички веб је наставак, екстензија постојећег веба где је информацији дато прецизно дефинисано значење и који боље омогућава сарадњу између рачунара и корисника. - Tim Berners-Lee, James Hendler, Ora Lassila, The Semantic Web, Scientific American, May 2001
'Семантички веб – веб сачињен од података који могу бити процесирани директно или индиректно уз помоћ машина' - Tim Berners-Lee у Weaving the Web
Семантички веб као концепт представља и омогућава да доступни извори информација на вебу могу бити организовани и коришћени не само синтаксичким или структуралним методама, већ и семантичким. Он представља синергију програма који прикупљају садржај са веба из различитих извора, затим процесира информацију и размењује резултате са другим програмима.
Семантички веб доприноси ефикасном претраживању и тиме што омогућава својом концепцијом посебан начин представљања информација које се на вебу могу посматрати и као скупови глобално повезаних он лајн база података.
Да би семантички веб функционисао рачунари треба да имају приступ структурисаним колекцијама информација и да утврде дефинисана правила аутоматизованог управљања.
Истраживачи вештачке интелигенције (Artificial-intelligence agents) су проучавали ове системе још од настанка веба. Генерално, семантички веб је нови облик веб садржаја који је значајан за кориснике информационих система, интернета, дигиталних библиотека и који започиње револуцију нових могућности.
Машине за претраживање на интернету као супституцију за недостатак значења на вебу и анализу презентација, користе кључне речи и концепте који се подударају са терминима и упитима које поставља корисник. Кључна реч је била почетак. Следећа генерација машина за претраживање је проучавала контекст аутоматизованом или мануелном провером веза (линкова) до и од страница и садржаја на вебу, преводећи кључне речи и сажетке у концепте. Аутоматизована класификација и категоризација резултата је сада уобичајена; савремена технологија претраживања обухвата технологију која проналази тражене атрибуте у веб страницама и повезује их са профилима који описују кориснику карактеристике резултата.

## Архитектура семантичког веба
Док је HTML (Hypertext MarkUp Language) задужен за представљање података и њихов изглед на вебу, и форматирањем етикета (тагова) описује како информација на веб страници, архитектуру семантичког веба чине два важна информационо технолошка стандарда и трећи-конструктор који носи кључну улогу:
- XML() који одређује структуру података,
- RDF() као централни протокол на вебу (заснован као W3C стандард) када су у питању семантичке везе. RDF, заправо, описује семантичке везе између електронских извора.
- Најбитнији и најтеже остварив чинилац семантичког веба – онтологије.

## Будућност семантичког веба
Семантички веб је визија која је почела са остваривањем: имати тражени податак на вебу, дефинисан и повезан, линкован на начин, који може бити коришћен машинским путем - не само за сврху приказивања већ и за употребу у различитим апликацијама претраживања и доступности података. Технологија за реализацију семантичког веба постоји, и познат је начин како изградити терминологију и како користити метаподатак.
Berners-Lee је убеђен да ће се у блиској будућности семантички веб убрзо користити тиме што се повећава примена RDF компатибилних докумената. Он семантички веб види као јединствену моћ која ће разбити све баријере (интелектуалне и културне) које кроз веб данас постоје. Претпоставља се да ће пуну снагу и примену семантички веб достићи до 2010. године.